# Octococcus pentziae
Octococcus pentziae är en insektsart som beskrevs av Hall 1939. Octococcus pentziae ingår i släktet Octococcus och familjen ullsköldlöss. Inga underarter finns listade i Catalogue of Life.